# 左岭站
左岭站，位于中华人民共和国湖北省武汉市洪山区左岭镇，是武黄城际铁路上的火车站，于2014年6月18日启用营运，武汉铁路局管辖。

## 歷史
- 2014年6月18日通车启用。[5]2022年4月8日起，为配合黄（冈）黄（梅）高铁开通，位于武汉市东湖新技术开发区左岭街道的城铁左岭站停办客运业务。

## 外部連結
- 中国铁路客户服务中心 （页面存档备份，存于）